# Pohorje

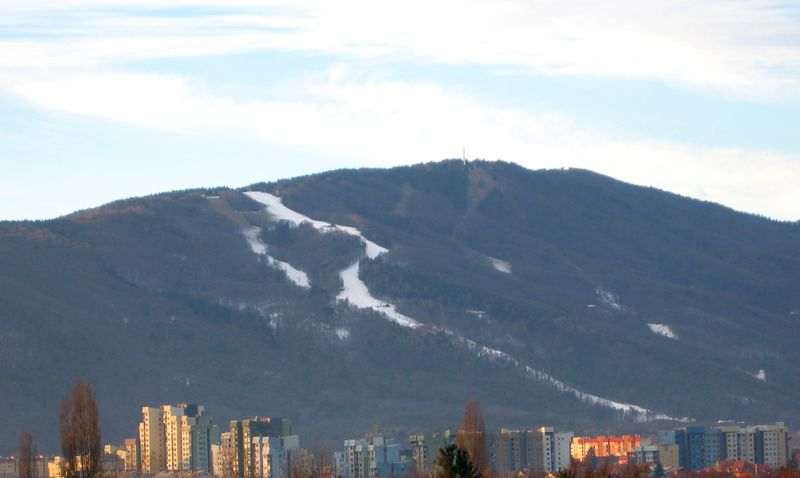
Pohorje nad Mariborem

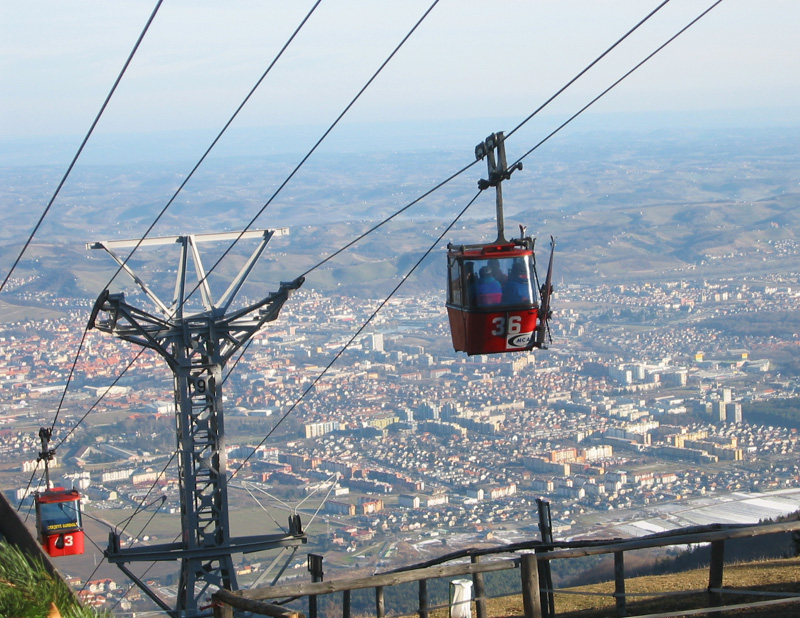
Pohorska lanovka, dole Maribor

Pohorje (německy Bachergebirge) je horský masiv ležící západně od města Maribor ve Slovinsku. Jedná se o nejvýchodnější výběžek Alp. Geologicky se řadí mezi Jižní vápencové Alpy, přestože je převážná většina pohoří tvořena krystalickými břidlicemi.

## Poloha
Pohoří Pohorje je odděleno od vyšších sousedních Kamnicko-Savinjských Alp údolím řeky Mislinja. Na severu tvoří hranici masivu tok řeky Drávy a nížina této řeky vymezuje prostor Pohorje od východu. Jižní hranice je tvořena pomyslnou linií měst Slovenska Bistrica, Velenje a Slovenj Gradec.

## Charakteristika
Z většiny území je Pohorje zalesněno a to až do nejvyšších poloh. Nalézají se zde však i holé hřbety, především v západní části masivu. Objevují se také rozkvetlé louky. Oblast je poměrně bohatá na vodu. Nalézá se zde dostatek pramenů a dokonce i menší rašeliniště. Nejvyšším vrcholem pohoří jsou Črni vrh (1 543 m) a Velika Kopa (1 543 m).

### Významné vrcholy
- Črni vrh (1 543 m)
- Velika Kopa (1 543 m)
- Mali Črni vrh (1 533 m)
- Mulejev vrh (1 533 m)
- Vrh Lovrenških jezer (1 527 m)
- Mala Kopa (1 524 m)
- Rogla (1 517 m)
- Planinko (1 392 m)
- Žigartov vrh (1 347 m)
- Veliki vrh (1 344m)
- Klopni vrh (1 340 m)

## Turismus
Pohorje je významným turistickým zázemím Mariboru. Především v zimě jsou zdejší střediska plně obsazená a lanovky či vleky, hojně využívány. V celé oblasti je dostatek horských chat a dobrá infrastruktura hotelů a penzionů. V podhůří je rozvinutý sklářský průmysl. Turisticky významná část je také Zreče Pohorje, což je území s turisticky rekreačním centrem Rogla a lázněmi Zreče, které nabízejí výbornou kvalitu služeb. Zde stojí za návštěvu např. jezero Črno a jezero Lovrenc, kde se nacházejí unikátní rašeliniště a vodopády Šumik.